# Cistugo
Cistugo é um gênero de morcegos da família Cistugidae. Estava classificado na subfamília Myotinae (Vespertilionidae), entretanto, estudos moleculares demonstraram que o gênero não está relacionado com o Myotis, e consideraram as diferenças suficientes o bastante para exclui-lo da família Vespertilionidae e ser classificado em uma família distinta.

## Espécies
Duas espécies são reconhecidas:
- Cistugo lesueuri Roberts, 1919
- Cistugo seabrae Thomas, 1912